# Christian Geistdörfer
Christian Geistdörfer, né le 1er février 1953, est un copilote allemand, qui fut entre autres deux fois Champion du monde des copilotes de rallyes, et une fois champion d'Afrique des rallyes.

## Biographie
Christian Geistdörfer commence sa carrière de navigateur en 1974.
Il dispute son premier rallye du Championnat du monde le 14 septembre 1977 au Critérium du Québec sur une Fiat 131 Abarth, et le dernier le 25 août 1989 au Rallye de Finlande, sur une Mazda 323 4WD. Soit 12 années en WRC. De 1977 à 1987 il est aux côtés de Walter Röhrl, et de 1988 à 1989 de ceux d'Hannu Mikkola (sur Mazda 323 4WD).
Il remporte 13 rallyes, plus de 400 spéciales, et deux titres, dans le Championnat du monde des rallyes, le tout avec son compatriote germanique.
En 1990 il dispute quelques courses du championnat d'Allemagne comptabilisées en ERC avec Sepp Haider, sur Opel Kadett GSI 16V.

## Palmarès

### Titres
| Saison | Titres | Voiture         |
| ------ | --- | --------------- |
| 1979   | Champion d'Allemagne des rallyes (RFA)                                                                          | Fiat 131 Abarth |
| 1980   | Champion du monde des copilotes de rallyes                                                                      | Fiat 131 Abarth |
| 1982   | Champion d'Afrique des rallyes (car 1er au Rallye Côte d'Ivoire Bandama et 2e du Safari Rally du Kenya, en WRC) | Opel Ascona 400 |
| 1982   | Champion du monde des copilotes de rallyes                                                                      | Opel Ascona 400 |

### Victoires en rallye

#### Victoires en championnat de RFA (et d'Europe)
- 1977, 1980 et 1981 ADAC Rallye de Hesse (avec Achim Warmbold (Toyota Corolla), puis W. Röhrl (Fiat 131 Abarth et Porsche 924 GTS))
- 1978 ADAC Rallye de Sarre (avec W. Röhrl) (Lancia Stratos HF)
- 1978, 1979 et 1980 ADAC Rallye du  Hunsrück (avec W. Röhrl) (Lancia Stratos HF (1) et Fiat 131 Abarth (2))
- 1979 ADAC Rallye hivernal de Saxe (avec W. Röhrl) (Fiat 131 Abarth)
- 1983 ADAC Rallye Deutschland (avec W. Röhrl) (Lancia Rally 037)
- 1984 ADAC Rallye Deutschland (avec Hannu Mikkola) (Audi Sport Quattro)

#### Victoires en championnat de Suisse (et d'Europe)
- 1990 Rallye international du Valais (avec Joseph Haider) (Opel Kadett GSi)

#### Victoires en championnat du monde des rallyes (avec W. Röhrl)
| #  | Saison | Rallye                         | Pays             | Voiture               |
| -- | ------ | ------------------------------ | ---------------- | --------------------- |
| 1  | 1978   | 25e Rallye de l'Acropole       | Grèce            | Fiat 131 Abarth       |
| 2  | 1978   | 5e Critérium du Québec         | Canada           | Fiat 131 Abarth       |
| 3  | 1980   | 48e Rallye Monte-Carlo         | Monaco           | Fiat 131 Abarth       |
| 4  | 1980   | 14e Rallye du Portugal         | Portugal         | Fiat 131 Abarth       |
| 5  | 1980   | 2e Rallye Codasur              | Argentine        | Fiat 131 Abarth       |
| 6  | 1980   | 22e Rallye Sanremo             | Italie           | Fiat 131 Abarth       |
| 7  | 1982   | 50e Rallye Monte-Carlo         | Monaco           | Opel Ascona 400       |
| 8  | 1982   | 14e Rallye de Côte d'Ivoire    | Côte d'Ivoire    | Opel Ascona 400       |
| 9  | 1983   | 51e Rallye Monte-Carlo         | Monaco           | Lancia Rally 037      |
| 10 | 1983   | 30e Rallye de l'Acropole       | Grèce            | Lancia Rally 037      |
| 11 | 1983   | 13e Rallye de Nouvelle-Zélande | Nouvelle-Zélande | Lancia Rally 037      |
| 12 | 1984   | 52e Rallye Monte-Carlo         | Monaco           | Audi quattro A2       |
| 13 | 1985   | 27e Rallye Sanremo             | Italie           | Audi quattro Sport S1 |

## Galerie photos

les voitures de Walter Röhrl et Christian Geistdörfer
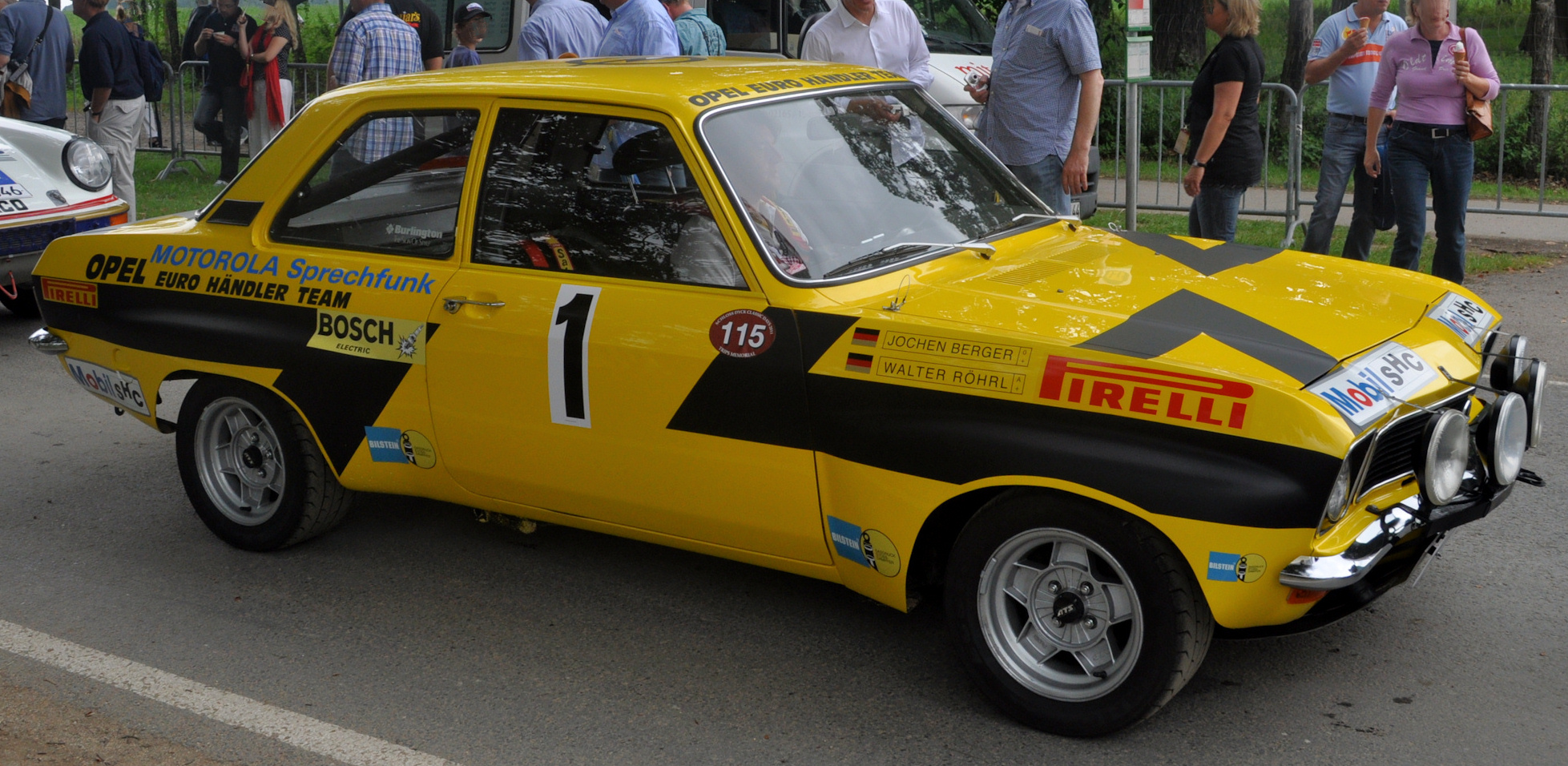
L'Opel Ascona de 1974
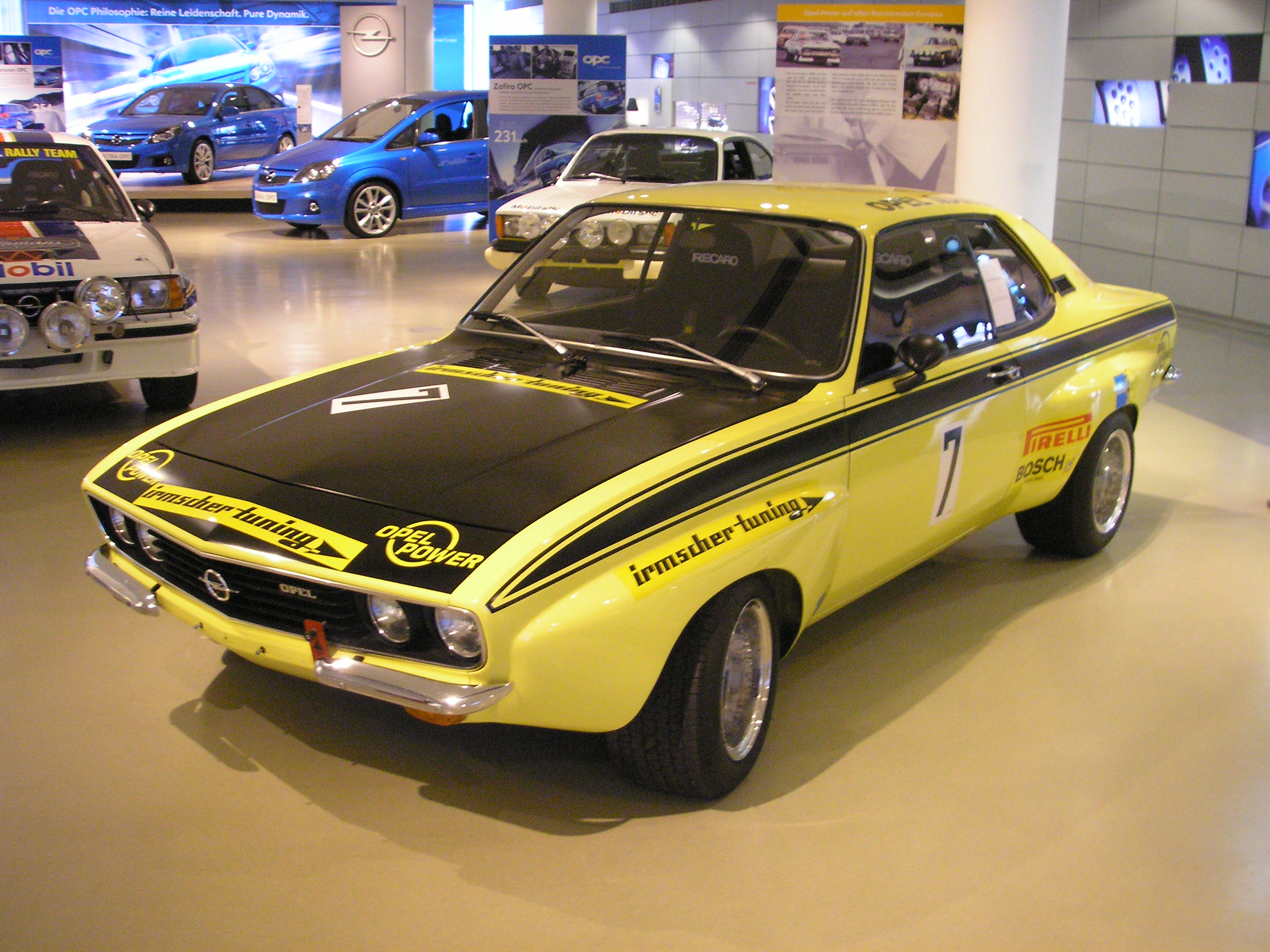
L'Opel Manta A de 1975
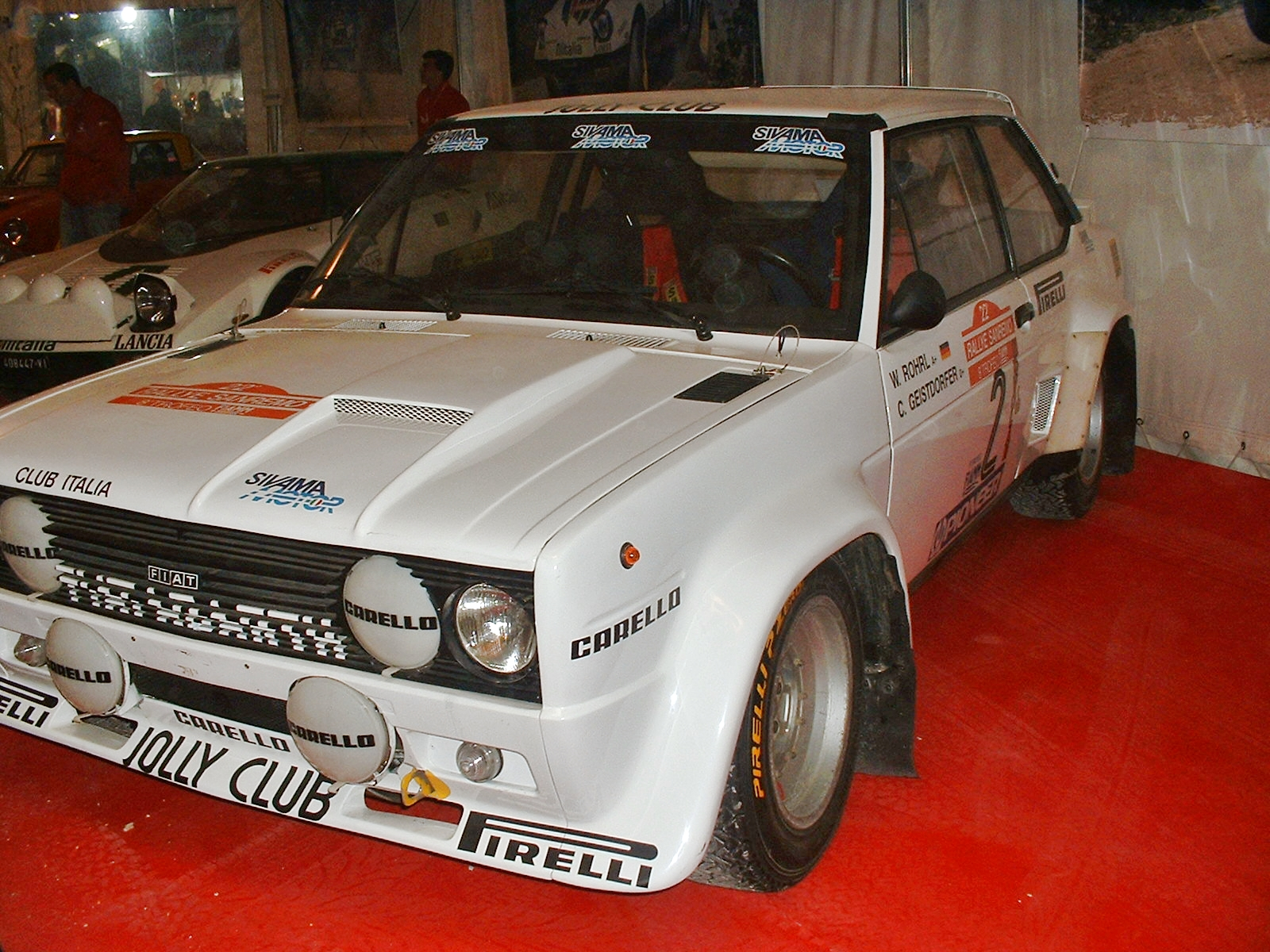
La Fiat 131 Abarth 1 de Walter Rohrl lors du Rallye Sanremo 1980.
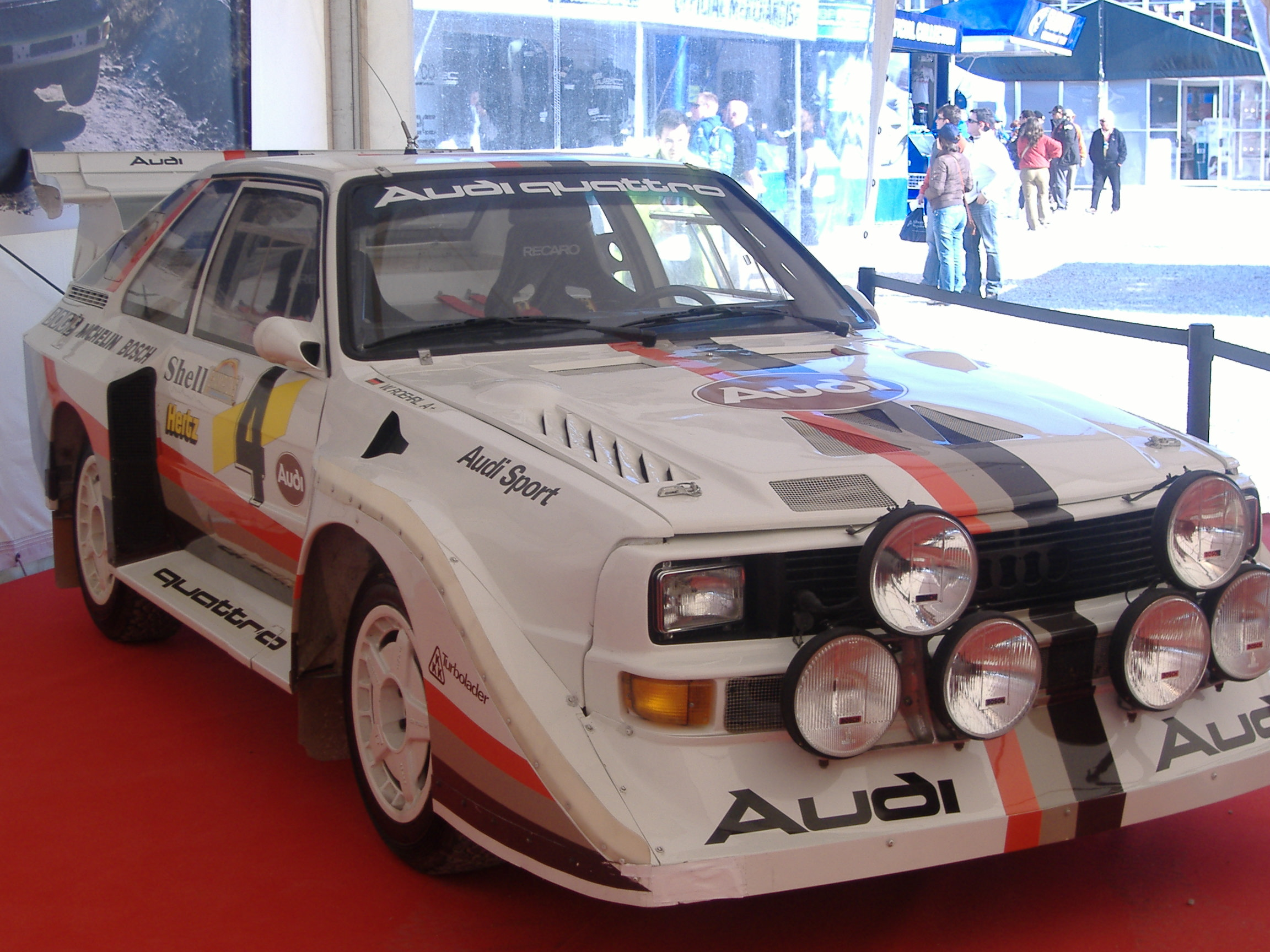
L'Audi Sport Quattro S1
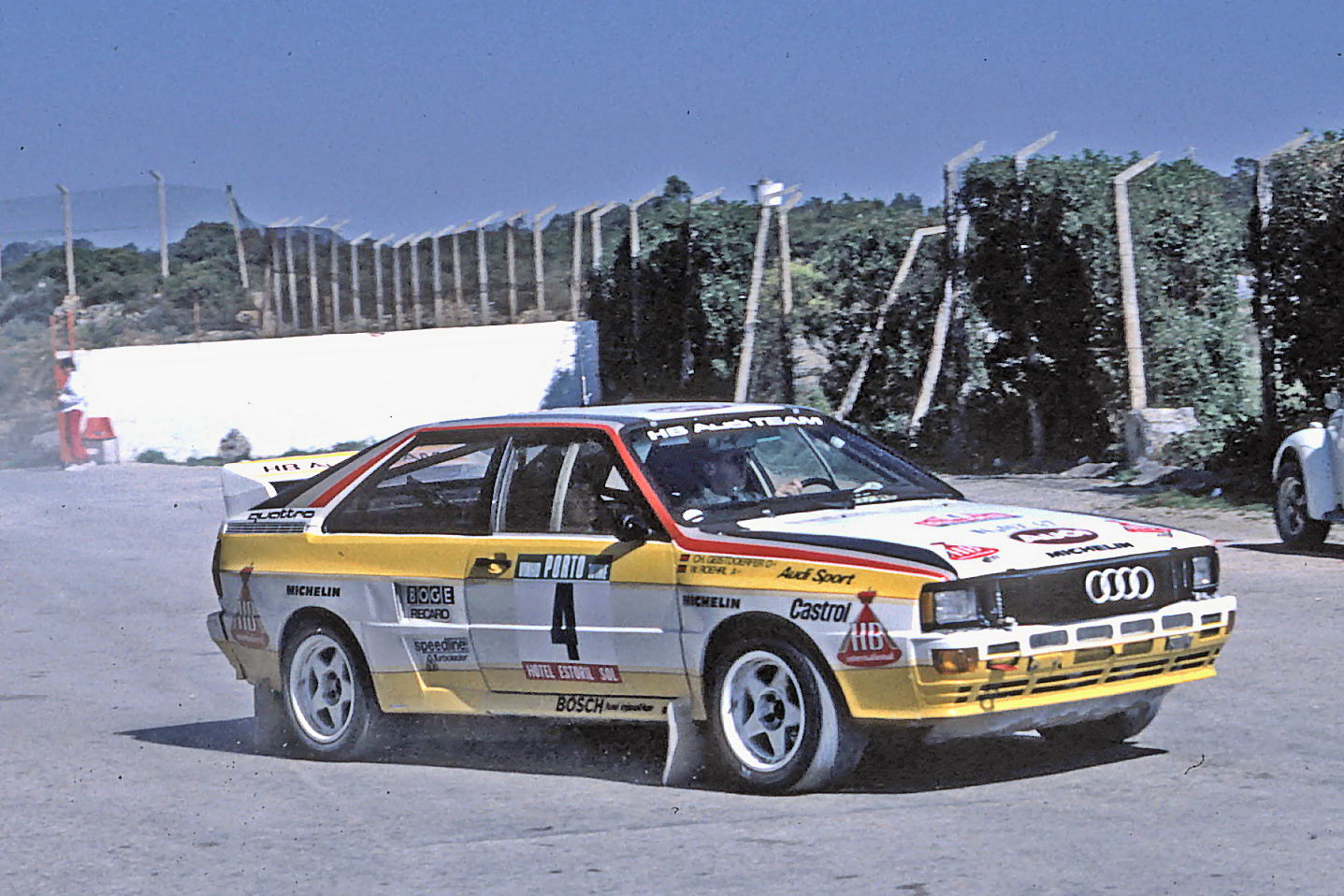
Röhrl dans son Audi Quattro A2, au Rallye du Portugal 1984.

## Vidéothèque
- Rally 1985 - San Remo, de Walter Röhrl et Christian Geistdörfer (VHS britannique).